# Verner Tholsgaard
Verner Tholsgaard (2. september 1930 i Gørding ved Bramming – 2. maj 2001) var en dansk skuespiller.
Tholsgaard blev uddannet fra Privatteatrenes Elevskole i 1958 og fik siden mindre roller på Det Ny Teater. Han var senere tilknyttet Aalborg Teater og Ungdommens Teater, ligesom han gennem 12 sæsoner medvirkede i Hjerl Hedes friluftsteater.

## Filmografi
- Guld og grønne skove (1958)
- De sjove år (1959)
- Charles' tante (1959)
- Venus fra Vestø (1962)
- Woyzeck – 1968
- Strandvaskeren (tv-serie, 1978)